# Teknat
Teknat, ett administrativt system styrt av en fullt utvecklad teknokrati. Dess syfte är att administrera samtliga naturresurser, produktionsfaciliteter och all distribution inom sina geografiska gränser.
Teknatets storlek bestäms av om det har en tillräcklig resursmångfald och teknologisk utveckling för att kunna erbjuda samtliga sina invånare en hög levnadsstandard. 